# Ai Uchikawa
Ai Uchikawa  (内川 藍維?, Uchikawa Ai), nome d'arte di Yuka Uchikawa (内川 優香?, Uchikawa Yūka), (Prefettura di Saitama, 27 febbraio 1972) è una doppiatrice giapponese (seiyū).

## Ruoli interpretati
- Chouja Reideen - Kirari Saijyou
- Nonomura Byōin no Hitobito - Chisato Mamiya
- Ninpen Manmaru - Mamiko
- Elf-ban Kakyūsei - Mahoko Mochida
- Cowboy Bebop - Presentatrice, Murial (ep. 7)
- St. Luminous Mission High School - Koushinzuka Yukine
- YU-NO - Arima Ayumi
- Seikai no monshō - Grieda
- Dual! Parallel Trouble Adventure - Dee, Mena Fitzgerald
- Kakyuusei - Mahoko Mochida, gatto
- Refrain Blue - Hayase Shizuku
- Hamtaro - Kana Iwata, Kaburu-kun/Caplin
- Web Diver - Angel, Mika Arisugawa
- Mazinkaiser - Sayaka Yumi
- Happy World! - Sanae
- Futari Etchi - Kaoru (ep. 3)
- Gravion - Tesera
- D.C. ~Da Capo~ - Ranger No. 3, Linda
- Gravion Zwei - Tesera